# Hermes Zaneti
Hermes "El Matador" Zaneti (Veranópolis, 3 de setembro de 1943) é um político brasileiro, advogado e professor. Exerceu o mandato de deputado federal constituinte em 1988.

## Vida e carreira
Filho de Eugênio Zaneti e de Adele Carolina Menoncin Zaneti, Hermes Zaneti nasceu na cidade de Veranópolis, Rio Grande do Sul, no dia 3 de setembro de 1943. Casou-se com Isabel Cristina Bruno Bacelar, com quem teve três filhos.
Formado em Direito, começou na política através no Movimento Democrático Brasileiro (MDB), partido de oposição ao regime militar de 1964. Foi presidente do Centro de Professores do Rio Grande do Sul entre 1975 e 1979 e da Confederação dos Professores do Brasil. 
No pleito de 1982, disputou uma vaga na Câmara dos Deputados pela legenda do Partido do Movimento Democrático Brasileiro (PMDB), sucessor do MDB após o fim do bipartidarismo em 1979. Zaneti foi eleito com os votos de Porto Alegre, Veranópolis, Alegrete e Uruguaiana e foi empossado no ano seguinte.   Em 1984, votou a favor da emenda Dante de Oliveira, que pedia eleições diretas para presidente da República e acabou derrotada. Assim, apoiou o candidato da oposição, Tancredo Neves.
Em novembro de 1986, foi eleito deputado federal constituinte pelo PMDB do Rio Grande do Sul, tomando posse em fevereiro do ano seguinte. Na Assembléia Nacional Constituinte, foi titular da Subcomissão dos Estados, da Comissão da Organização do Estado, e suplente da Subcomissão de Saúde, Seguridade e do Meio Ambiente, da Comissão da Ordem Social.

Insatisfeito com os caminhos tomados pelo PMDB, deixou o partido durante a Constituinte, filiando-se na sequência ao Partido da Social Democracia Brasileira (PSDB), formado em 1988 a partir de uma dissidência peemedebista. Tentou a reeleição em 1994 pelo PSDB gaúcho, conseguindo uma suplência, o que se repetiu nas eleições de 2006 novamente na legenda do PMDB.